# Petite Glâne
Petite Glâne är ett vattendrag i Schweiz. Det ligger i den västra delen av landet, 30 km väster om huvudstaden Bern. Petite Glâne ligger vid sjön Murtensee.
Trakten runt Petite Glâne består till största delen av jordbruksmark. Runt Petite Glâne är det ganska tätbefolkat, med 124 invånare per kvadratkilometer.